# Westlake Vinnolit
Die Westlake Vinnolit GmbH & Co. KG (bis 15. Mai 2022 Vinnolit GmbH & Co. KG) ist ein Unternehmen zur Herstellung von Polyvinylchlorid (PVC) mit Hauptsitz in Ismaning bei München, sie ist seit 2014 ein Unternehmen der amerikanischen Westlake-Gruppe. Mit einer Produktionskapazität von 730.000 Tonnen PVC und 500.000 Tonnen Natronlauge pro Jahr gehört das Unternehmen zu den führenden PVC-Rohstoffherstellern in Europa. Westlake Vinnolit unterhält Produktionsstätten in Burghausen, Gendorf, Köln und Knapsack.

## Geschichte und Organisation

Logo der Vinnolit Vinnolit GmbH & Co. KG (bis 2022)

Die Gesellschaft wurde 1993 als Joint Venture der Hoechst AG und der Wacker Chemie GmbH in Ismaning gegründet. Sie übernahm die PVC-Produktion der Hoechst AG an den Standorten Knapsack und Gendorf sowie der Wacker Chemie AG in Köln-Merkenich und Burghausen.
Im Jahr 2000 wurde die Advent International mit Sitz in Boston Hauptgesellschafter des Unternehmens und kaufte im gleichen Jahr die Vintron GmbH in Knapsack, die zusammen mit der Vinnolit Monomers Division die Rohstoffversorgung der Vinnolit GmbH sicherte. Im April 2003 wurde eine Integration der Vintron GmbH in die Vinnolit GmbH beschlossen. In den Folgejahren wurde vor allem in Knapsack und Burghausen stark in die Produktion von Vinylchlorid als Monomer für die PVC-Herstellung (VCM) und in die PVC-Produktion investiert. Bereits im April 2002 wurde eine neue Vinylchlorid-Anlage in Knapsack eingeweiht, die mit 130 Millionen Euro von Advent International finanziert wurde, 2004 erfolgten Erhöhungen der Kapazitäten in der Direktchlorierung und der Vinylchloridproduktion sowie in der Herstellung von PVC im Suspensions-Verfahren.
Im Juli 2007 übernahm Vinnolit den Bereich Pasten-PVC der britischen Ineos-Gruppe mit den Produktionsstätten Schkopau und Hillhouse (Großbritannien) sowie die Vermarktung der Produktion in Porto Torres (Italien). 2014 verkaufte Advent International Vinnolit an die amerikanische Westlake Chemical.
Zum 16. Mai 2022 wurde aus der Vinnolit GmbH & Co. KG die Westlake Vinnolit GmbH & Co. KG.

## Umweltschutz
Die Vinnolit GmbH setzt sich im Rahmen ihrer Produktionstätigkeit mit verschiedenen Aktivitäten für eine nachhaltige und umweltgerechte PVC-Herstellung ein. Seit 2003 existiert ein validierter Nachhaltigkeitsbericht des Unternehmens.
Bereits 2006 wurde angekündigt, dass in den Werken Gendorf und Knapsack die Chlorkonversion von der Nutzung von Amalgam auf die energiesparende und umweltfreundlichere Membranelektrolyse umgestellt werden soll, verbunden mit einer Erhöhung der Chlorkapazitäten an beiden Standorten von 390.000 Tonnen auf insgesamt 430.000 Tonnen pro Jahr. Die Umsetzung erfolgte wie vorgesehen zum Ende Juni 2009 sowohl für Knapsack wie für Gendorf, nach eigenen Angaben lag das Investitionsvolumen bei etwa 100 Millionen Euro.
Im April 2008 konnte im Werk Knapsack eine von der Europäischen Kommission geförderte Anlage zum Recycling des Prozessabwassers eines Suspensions-PVC-Betriebs im großtechnischen Maßstab in Betrieb genommen werden. Bezeichnet wird diese Anlage als „PVClean“. Im Jahr sollen nach Angaben des Unternehmens durch eine Ultrafiltration mit einer Keramikmembran mit einem Porendurchmesser von 50 Nanometern 200.000 m3 Abwasser pro Jahr recycelt und wieder verwendet werden. Da das Suspensions-Verfahren mit einem Anteil von etwa 90 Prozent das weltweit wichtigste Verfahren zur Herstellung von PVC ist, wird dem Recyling-Verfahren eine besondere Bedeutung zugesprochen.

## Produkte
Polyvinylchlorid, Vinylchlorid, Natronlauge, Zinn(IV)-chlorid